# كوب هيرتادو
كوب هيرتادو (19 يوليو 1985 في الإكوادور - ) هو لاعب كرة قدم إكوادوري في مركز الدفاع. لعب مع Club Deportivo Municipal Cañar ‏ وديبورتيفو كوينكا وليجا دي كويتو وإنديبندينتي ديل فال وL.D.U. Loja ‏ وC.D. Técnico Universitario ‏ ونادي أوداز أوكتبرينو وFuerza Amarilla S.C. ‏.

## وصلات خارجية
- كوب هيرتادو على موقع قاعدة بيانات كرة القدم.إي يو (الإنجليزية)
- كوب هيرتادو على موقع Soccerway.com (الإنجليزية)